# Nuthetal
Nuthetal är en kommun i Tyskland, belägen i Landkreis Potsdam-Mittelmark i förbundslandet Brandenburg sydväst om Berlin och omedelbart söder om förbundslandets huvudstad Potsdams stadsgräns. Kommunen bildades 2003 genom en sammanslagning av de tidigare kommunerna Bergholz-Rehbrücke, Fahlhorst, Nudow, Philippsthal, Saarmund och Tremsdorf.
De största orterna är Bergholz-Rehbrücke, som också är säte för kommunförvaltningen, med omkring 5 600 invånare, och Saarmund, med omkring 1 450 invånare. Utöver dessa ingår även byarna Fahlhorst, Nudow, Philippsthal och Tremsdorf som Ortsteile (kommundelar) i kommunen. Dessa sex orter var före en kommunsammanslagning 2003 separata kommuner i kommunalförbundet Amt Rehbrücke. Kommunens namn togs efter ån Nuthe, vars dalgång dominerar områdets geografi.